# Elisabeth Hallauer
Elisabeth Hallauer (* 9. Februar 1879 in St. Wendel; † 30. März 1952 ebenda) war eine deutsche Textilhändlerin und Politikerin (Zentrumspartei des Saargebietes).

## Leben
Elisabeth Hallauer war eine Nachfahrin von Nikolaus Hallauer. Sie lebte in St. Wedel, wo sie eine Ausbildung als Textileinzelhändlerin machte und arbeitete dann im familieneigenen Textilgeschäft. Zwischen 1928 und 1952 war sie auch Leiterin der Firma Franz Hallauer & Co. Sie blieb ledig. Sie engagierte sich in katholischen Organisationen und war Vorsteherin des 3. Ordens der Franziskanerinnen.
1922 wurde sie bei der ersten Wahl zum Landesrat des Saargebiets auf der Liste des Zentrums zur Abgeordneten gewählt. Sie war die einzige Frau im Landesrat. Im Landesrat war sie Mitglied der Kommission für Volkswohlfahrt. Auch wenn sie beruflich tätig war, wurde sie im Landesrat als "ohne Beruf" oder "ohne Stand" geführt. Bei der zweiten Wahl zum Landesrat wurde sie vom Zentrum auf Platz 14 der Liste aufgestellt. Das Zentrum erhielt 14 Mandate, da es aber die Möglichkeit gab, dass Wähler Kandidaten von der Liste streichen konnten, erhielten vier Männer, die auf der Liste hinter ihr platziert waren, mehr Stimmen als sie und sie wurde nicht wiedergewählt.